# Valdezarza
Valdezarza es un barrio de la ciudad de Madrid, ubicado en el distrito de Moncloa-Aravaca. Limita al norte con la calle Valle de Mena, al este con las calles Villaamil y Ofelia Nieto, al sur con las calles Francos Rodríguez, Antonio Machado e Isla de Oza y con la calle Nueva Zelanda al oeste.

## Transportes

### Cercanías Madrid
Ninguna estación da servicio al barrio. Las más cercanas son Pitis (C-7 y C-8, barrio de Mirasierra, distrito de Fuencarral - El Pardo), a la que se puede llegar directamente mediante la línea 7 de metro; y Nuevos Ministerios (C-2, C-3, C-4, C-7, C-8 y C-10, barrio de Cuatro Caminos, distrito de Tetuán) a la que se puede llegar directamente mediante la línea 126 de la EMT.

### Metro de Madrid / Metro Ligero
Únicamente la línea 7 de metro da servicio al barrio con las paradas de Valdezarza y Antonio Machado. La estación de Francos Rodríguez también está cerca del límite sur, aunque fuera del barrio.

### Autobuses

#### Líneas urbanas
Prestan servicio al barrio:
| Línea | Terminales                                 |
| ----- | ------------------------------------------ |
| 44    | Callao – Marqués de Viana                  |
| 64    | Cuatro Caminos – Pitis                     |
| 126   | Nuevos Ministerios – Barrio del Pilar      |
| 127   | Cuatro Caminos – Ciudad de los Periodistas |
| 128   | Cuatro Caminos – Barrio del Pilar          |
| 132   | Moncloa – Hospital La Paz                  |
| N20   | Cibeles – Pitis                            |
| N21   | Cibeles – Arroyo del Fresno                |